# Robert E. Park
Pour les articles homonymes, voir Park.
Robert Ezra Park, né le 14 février 1864 dans le comté de Luzerne en Pennsylvanie et décédé le 7 février 1944 à Nashville au Tennessee, est un sociologue américain, à l'origine de la première École de Chicago. Il a notamment exercé le journalisme avant d’être engagé par William I. Thomas à l’Université de Chicago.

## Première carrière journalistique et années de formation
Fils d'un soldat de l'Union devenu ensuite épicier et d'une maîtresse d'école, Park commence sa vie professionnelle en étant journaliste dans plusieurs villes des États-Unis. Il étudie de 1898 à 1899 la psychologie et la philosophie à l'université Harvard, dernière discipline où il suit les cours de William James. Après avoir obtenu son diplôme, il part étudier en Europe durant quatre années. Il s'inscrit en sociologie à Berlin (Georg Simmel est un de ses professeurs), puis part étudier pendant un semestre à l'université de Strasbourg (alors ville allemande) avant de présenter un doctorat de psychologie et de philosophie à l'université de Heidelberg en 1903 (sous la direction de Wilhelm Windelband).

## La carrière académique de Park
Il retourne ensuite aux États-Unis, enseigne brièvement à l'Université de Harvard, avant d'être recruté à l'Université Tuskegee, une université noire fondée par Booker T. Washington. Il deviendra son assistant, et fera ainsi preuve d'un grand engagement contre le racisme. Sa vision de la situation des africains-américains du Sud des États-Unis relève toutefois d'une forme d'assimilationnisme, puisqu'il écrit par exemple, dans une "notice autobiographique" retrouvée après sa mort: "Ce qui m'intéressait par-dessus tout, c'était de disséquer le mécanisme par lequel les Noirs progressaient et progressent encore, lentement mais sûrement. J'acquis en fin de compte la conviction que j'étais en train d'observer le processus historique par lequel la civilisation, non seulement ici mais ailleurs, s'étend et attire dans son champ d'influence un cercle toujours plus large de races et de peuples". 
En 1914, après un passage par Hawaï et Pékin, Park quitte l'Université Tuskegee pour celle de Chicago, d'abord comme assistant, puis comme professeur. Il fut de ceux qui contribuèrent à fonder, en sociologie, l'École de Chicago, qui révolutionna les méthodes de la sociologie en la faisant passer d'une discipline  théorique à une discipline profondément empirique. Au sein de l'École de Chicago, son parcours sinueux, mêlant une première carrière de journaliste et des engagements politiques, apparaît comme très singulière.
Passionné par le phénomène du développement des villes, Park utilise toutes les ressources d'une discipline renouvelée dans ses pratiques pour en comprendre les règles. 

## Une nouvelle méthode de recherche
Park invente une nouvelle méthodologie des sciences sociales. Il conçoit l’apprentissage de la sociologie selon deux étapes : découverte du monde extérieur — il insiste sur cette première étape en invitant ses étudiants à sortir des bibliothèques pour travailler sur « des données de première main » — puis analyse de ce dernier. Il s'agit pour ces chercheurs en devenir de s'éloigner du milieu d'origine où ils ont vécu jusque-là, souvent exclusivement familial, et à prendre conscience de la diversité, parfois de l’étrangeté, des modes de vie et des comportements sociaux étudiés.
Park a relevé deux défis. Il met fin au conflit qui oppose alors les sociologues universitaires des praticiens du terrain. Les premiers revendiquent un statut pour leur science qui l'éloigne de la réalité et renforce son objectivité. Les seconds, préoccupés d’aide sociale, affirment la nécessité d'enquêtes empiriques sur le terrain. La justification de ces études, défendues par la classe dirigeante, trouve sa source dans la volonté d’éviter les conflits sociaux et de mieux gérer le mouvement d’immigration. Au delà, Park rend l’enquête sociale plus scientifique dans sa forme en créant une « écologie urbaine » dont le cadre conceptuel offre une meilleure structure aux enquêtes de terrain.

## Une théorie spatiale:The city
Mettant en œuvre ses préceptes, Park publie en 1925 la synthèse de ses recherches urbaines menées avec Ernest Burgess dans The City. Les deux chercheurs considèrent la ville comme un "laboratoire de recherche sur le comportement collectif". Elle est une sorte d'organisme vivant dont les espaces se différencient selon l'intensité des luttes entre les groupes qui y habitent et en fonction de la vigueur de la socialisation des individus déracinés qui s'y établissent.
Soumise à ces forces contradictoires, la ville devient une mosaïque de milieux et de micro-sociétés en perpétuel ajustement. Park définit ainsi pour Chicago, qui double sa population de 1900 à 1930, différentes zones concentriques à partir du centre, le "Loop", zones individualisées par la position sociale de la population qui l'habite. Celle-ci évolue dans le temps au fur et à mesure de l'intégration des immigrants à la société américaine (on passe du "hobohemia" réservé aux marginaux aux zones résidentielles après un passage aux zones médianes propres aux classes moyennes en quelques générations). Cette évolution se traduit par des translations à l'intérieur de l'espace urbanisé et peut donc être cartographiée.
Ce modèle, repris par Burgess, Hoyt, Ullmanse vérifie pour les États-Unis mais parait plus inadapté aux situations européennes où la ségrégation est moins concentrique que symétrique (à l'image de l'est et l'ouest de Paris et de sa banlieue).

## Park et le journalisme
Park est journaliste et sociologue. Il est, comme l'écrit Edwy Plenel, "ce journaliste devenu sociologue, puis sociologue resté profondément journaliste". On repère sa double identité professionnelle dans sa participation au projet Thought News, un journal fondé par Franklin Ford visant à "penser" et à archiver les faits journalistiques. La pensée de Park s'apparente à une "approche culturelle de la presse", dont il développera l'analyse tout au long de sa carrière. Dans un article de 1940, "De l'information comme forme de connaissance", il considère les faits journalistiques comme relevant de la vérité nécessaire avant tout débat public, plaçant ainsi le journalisme au cœur de la démocratie.
Dans sa notice autobiographique, Park écrit : "Dès le début, je conçus le sociologue comme une sorte de super-reporter, semblable à ceux qui écrivent dans Fortune. Il devait rendre compte, avec un peu plus de précision et un peu plus de détachement que la moyenne, de ce que mon ami Ford appelait 'l'information avec un grand I': ces tendances longues qui traduisent les vraies évolutions, plutôt que les simples remous à la surface des choses".

### Études sur l'auteur
- Suzie Guth, « De Strasbourg à Chicago : Robert E. Park et l'assimilation des noirs américains », Revue des sciences sociales, n° 40, 2008, p. 62-73.
- Suzie Guth, La modernité de Robert Ezra Park. Les concepts de l'Ecole de Chicago, Paris, L'Harmattan, 2008, 313 p.
- Jean-Michel Chapoulie, « Robert F. Park, la tradition de Chicago et l'étude des relations entre les races », Sociétés contemporaines, n° 33-34, 1999, p. 139-157.